# Carina
Carina – typ jachtu żaglowego, slup jednokadłubowy, balastowy lub balastowo-mieczowy. 
Jego długość wynosi 5,96 metra, szerokość 2,11 metra, a powierzchnia ożaglowania około 16 m². Wysokość od KLW 8,5 m. Kadłub jest laminatowy, ma 4 koje, brak wydzielonego kambuza i kingstona. W Polsce dopuszczony do żeglugi po morskich wodach wewnętrznych i wodach śródlądowych. Produkowany w Morskiej Stoczni Jachtowej im. L. Teligi w Szczecinie w latach siedemdziesiątych XX w.
Wersja "śródlądowa" - balastowo-mieczowa z balastem pod stępką wyposażona w ruchome płetwy mieczowe i sterowe, wersja "morska" - balastowa z bulbkilem oraz sterem stałym, sztormrelingiem i instalacją elektryczną do oświetlenia obowiązkowego.
Carina balastowo-mieczowa słabo pływa w kursach ostrych i ogólnie jest niewdzięczna do żeglowania (halsowania) w wiatrach zbyt słabych lub silnych ze względu na wysokie burty, małą powierzchnię boczną (podwodną) i niedobalastowanie.
Bardzo dobre walory nautyczne prezentuje Carina balastowa, lecz zanurzenie (ok. 100 cm) utrudnia żeglugę po akwenach śródlądowych.
Jacht trudny do transportu lądowego. Ze względu na balast wymaga specjalnej, niestandardowej przyczepy.